# Chris Jeffries
Chris Jeffries (Dallas, Texas, 6 de diciembre de 1980) es un exjugador profesional de baloncesto estadounidense. En 2007 fue reconocido como Mejor Jugador del Año de la Liga Profesional de Baloncesto de Venezuela.

## Trayectoria

### Clubes
| Club                     | País       | Año         |
| ------------------------ | ---------- | ----------- |
| Limerick Lions           | Irlanda    | 2004 - 2005 |
| Anastasia                | Uruguay    | 2005        |
| BBC Bascharage Hedgehogs | Luxemburgo | 2006        |
| Unió Bàsquet Sabadell    | España     | 2006        |
| Provincial Osorno        | Chile      | 2006 - 2007 |
| Gaiteros del Zulia       | Venezuela  | 2007        |
| Ben Hur                  | Argentina  | 2007        |
| Obras Sanitarias         | Argentina  | 2007 - 2008 |
| Gaiteros del Zulia       | Venezuela  | 2008        |
| Tecolotes de la UAG      | México     | 2008 - 2009 |
| Gaiteros del Zulia       | Venezuela  | 2009        |
| Minas Tênis Clube        | Brasil     | 2009 - 2010 |
| Weber Bahía Estudiantes  | Argentina  | 2010        |
| Malvín                   | Uruguay    | 2010 - 2012 |
| Guaiqueríes de Margarita | Venezuela  | 2012        |
| Biguá                    | Uruguay    | 2012 - 2013 |